# Teodor Stratilat
Teodor Stratilat (în greacă: Ἅγιος Θεόδωρος ὁ Στρατηλάτης:„Generalul” sau „Comandantul militar”; {în coptă:ⲡⲓⲁⲅⲓⲟⲥ Ⲑⲉⲟⲇⲱⲣⲟⲥ), de asemenea, cunoscut sub numele de  Teodor din Heraclea (în greacă: Θεόδωρος Ἡρακλείας) (n. 281-d. 319), este un martir și sfânt militar în Biserica Ortodoxă, Biserica Catolică și Bisericile vechi orientale.
Există multă confuzie cu privire la faptul dacă el și Sfântul Teodor Tiron au fost aceeași persoană, deoarece poveștile despre viața lor s-au abătut mai târziu în două tradiții separate.

## Biografie

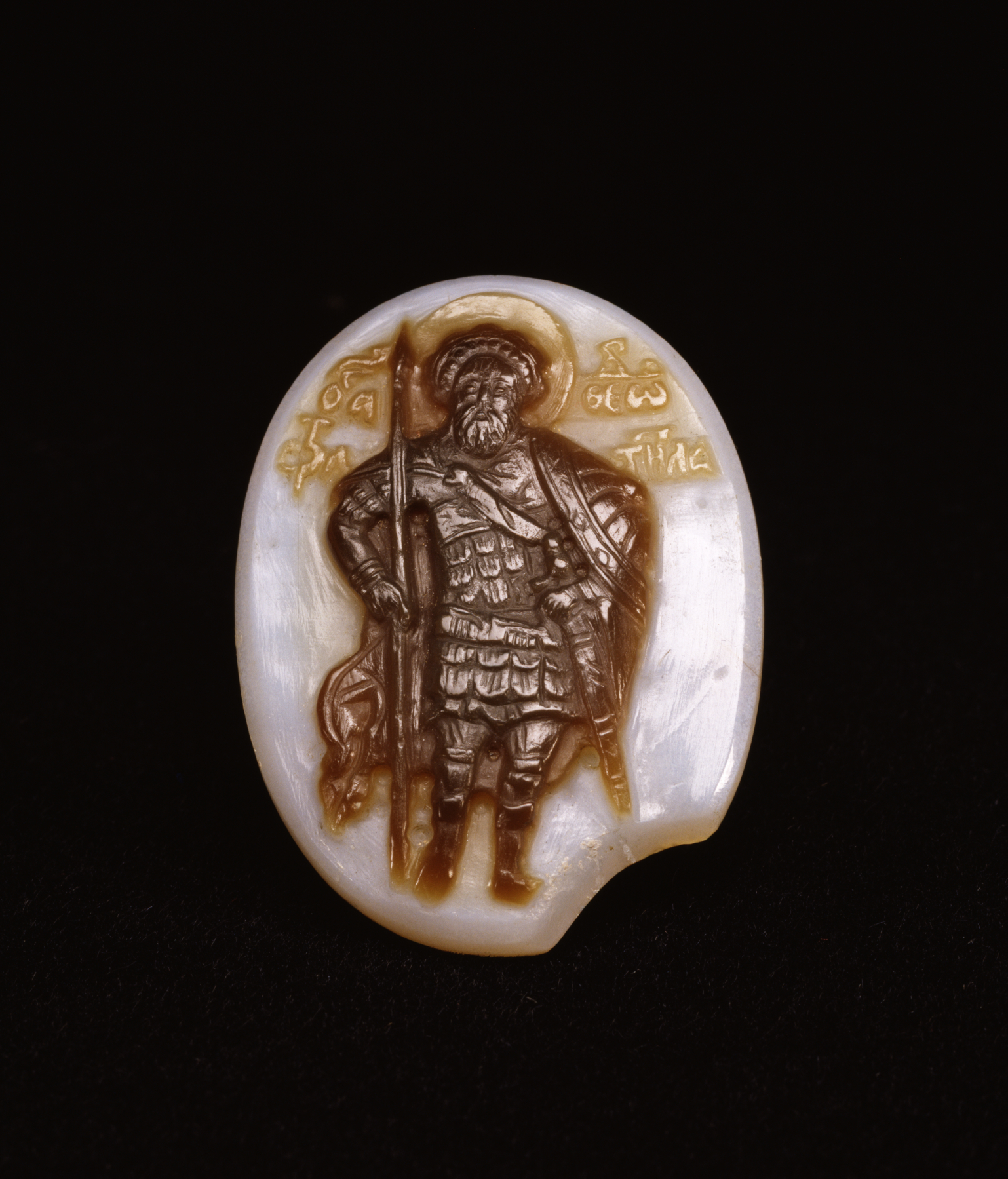
Micile imagini din piatră tăiată care îl înfățișau pe Sfântul Teodor erau învelite în rame din metal prețios și purtate în jurul gâtului atât de clerici, cât și de mireni The Walters Art Museum.

Teodor a venit din orașul Euhaita din Asia Mică. El a ucis un șarpe uriaș care trăia într-o prăpastie de la periferia Euceiței. Șarpele terorizase mediul rural. Teodor s-a înarmat cu o sabie și l-a învins. Potrivit unora dintre legende, datorită vitejiei sale, Teodor a fost numit comandant militar (stratelates) în orașul Heraclea Pontica, în timpul în care împăratul Licinius (307-324) a început o aprigă persecuție a creștinilor. Teodor l-a invitat pe Licinius la Heraclea, după ce a promis că va aduce o jertfă zeilor [păgâni]. El a cerut ca tot aurul și argintul statuile zeilor pe care le aveau în Heraclea să fie adunate la casa lui. Teodor le-a zdrobit apoi în bucăți pe care apoi le-a distribuit săracilor.
Teodor a fost arestat și supus torturii și răstignit. Slujitorul său Varos (venerat și ca sfânt), a fost martor la acest lucru și l-a consemnat. Dimineața, soldații imperiali l-au găsit viu și nevătămat. Nedorind să fugă de moartea unui mucenic, Teodor s-a predat de bunăvoie lui Licinius și a fost decapitat de sabie. Aceasta s-a petrecut pe 8 februarie 319, într-o sâmbătă, la a treia oră a zilei. „Viața” sa este listată în Bibliotecha Hagiographică Graecă (1750-1754).

## Comemorare
Sărbătoarea anuală a sfântului Teodor Stratilat este pe 7 februarie în ritul latin și pe 8 februarie în ritul bizantin (21 februarie pe stil nou).
Una dintre puținele icoane ceramice existente, datată c. 900, îl arată pe Sfântul Teodor. A fost făcută de Școala Literară Preslav și a fost găsită în 1909 lângă Preslav, Bulgaria (acum Muzeul Național de Arheologie, Sofia).

## Galerie

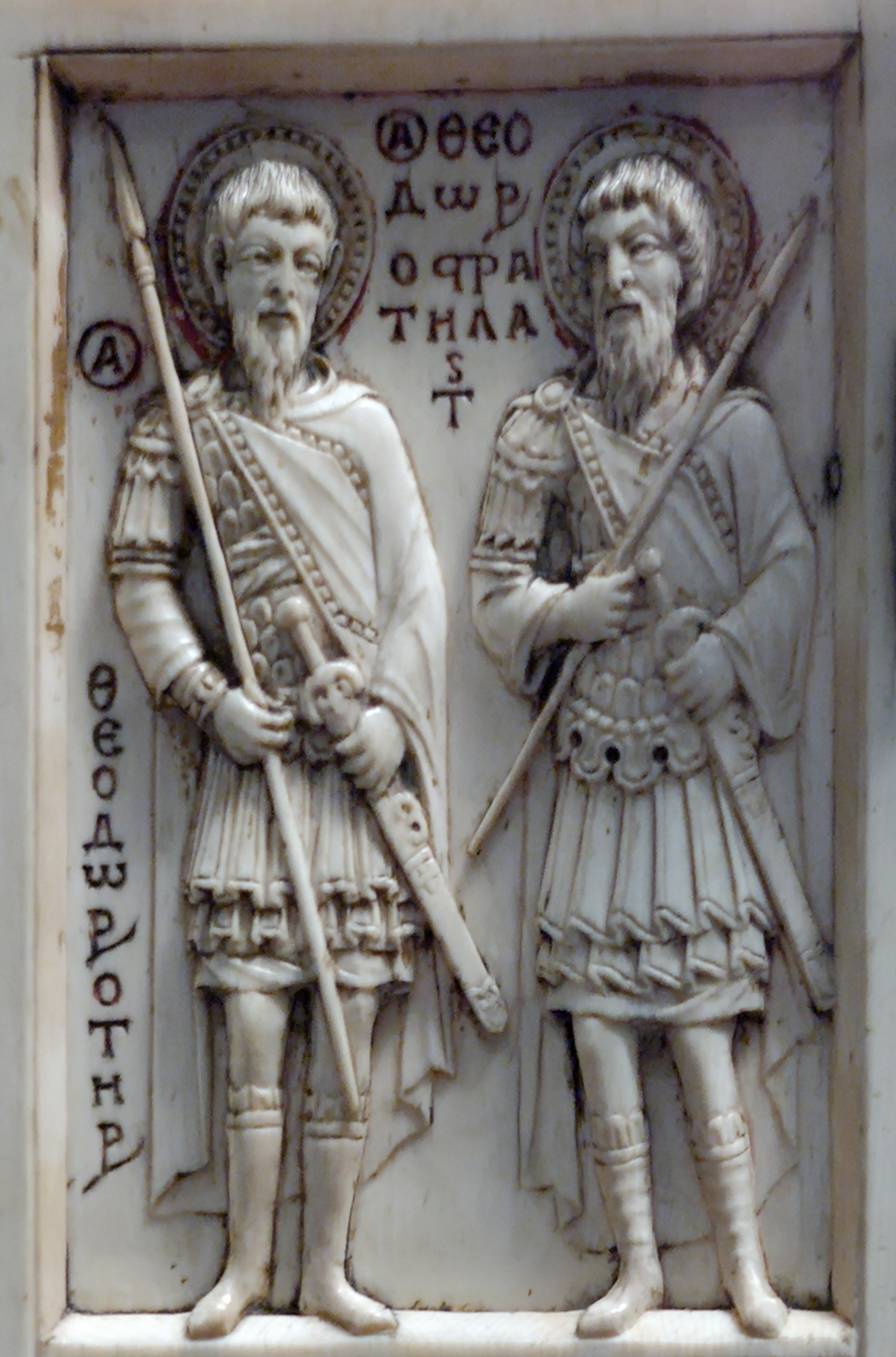
Theodore Tiron & Teodor Stratilat (dreapta) în Tripticul Harbaville (fildeș; în Luvru) de la un atelier dim Constantinopol - mijlocul secolului al X-lea
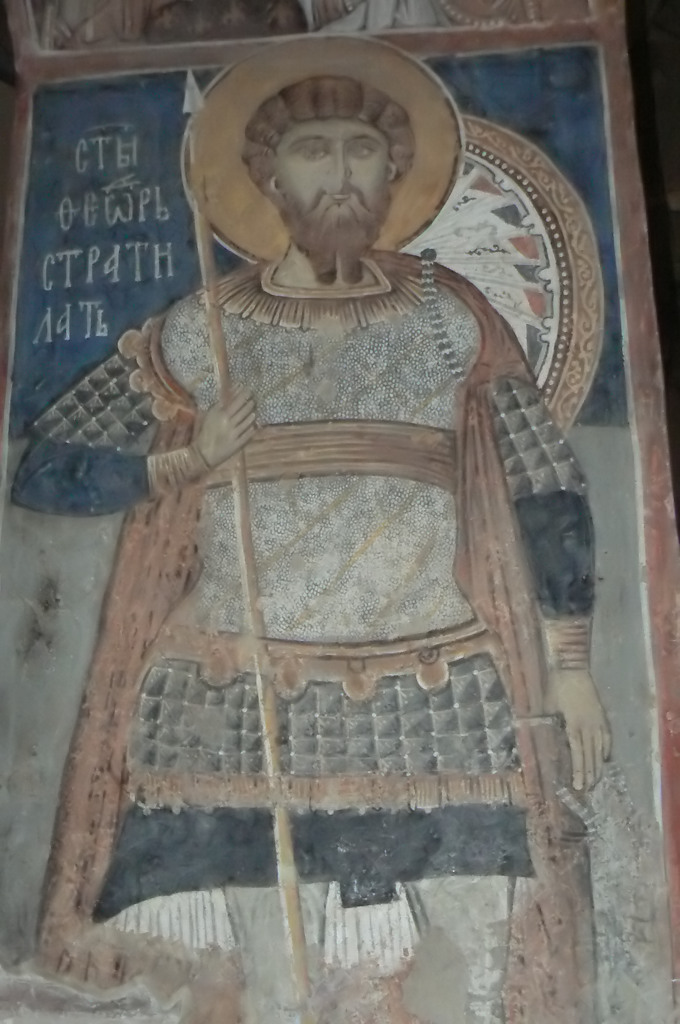
Frescă, icoana sfântului Teodor Stratilat, Mănăstirea Zemen, Bulgaria secolul al XI-lea?
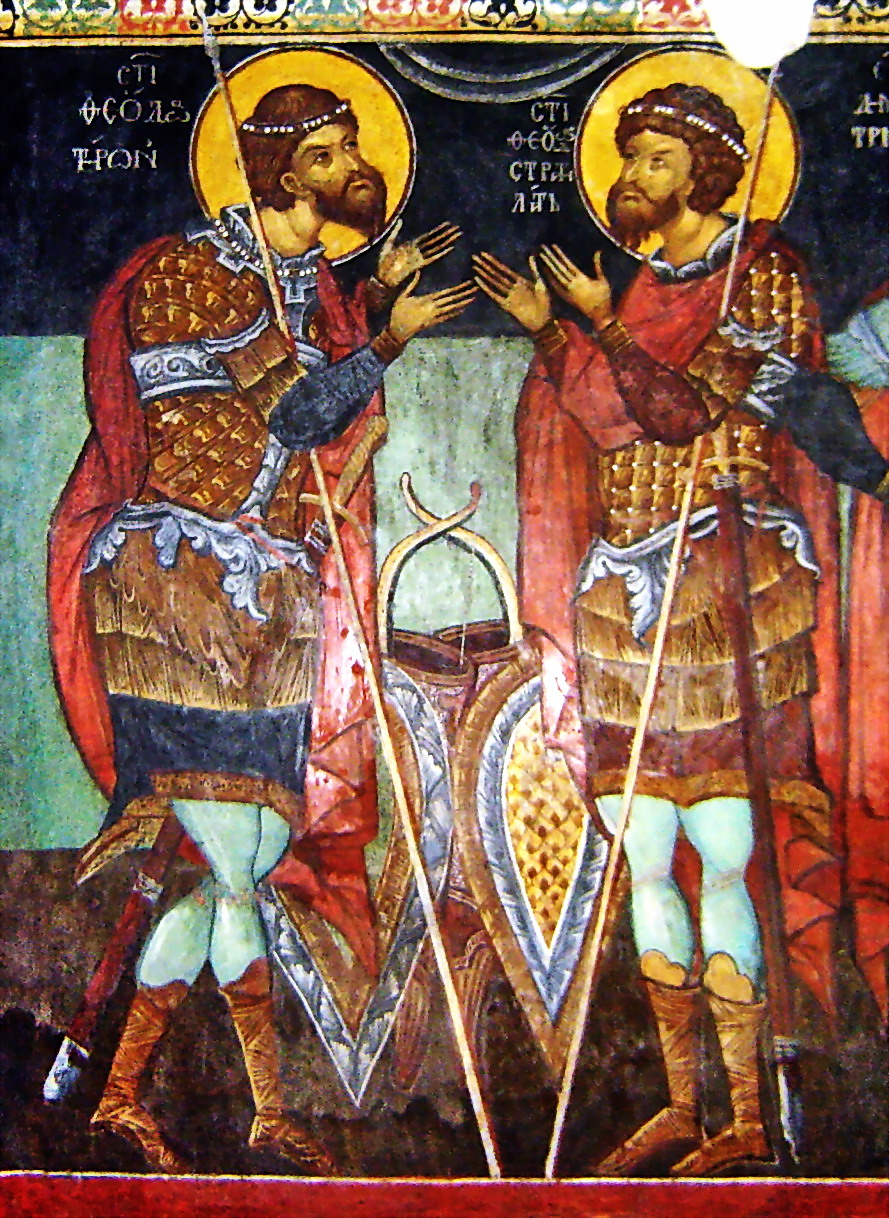
Teodor Tiron (în stânga) și Teodor Stratilat (în dreapta) - o frescă de la Mănăstirea Kremikovtsi, Bulgaria (secolul al XVI-lea?)
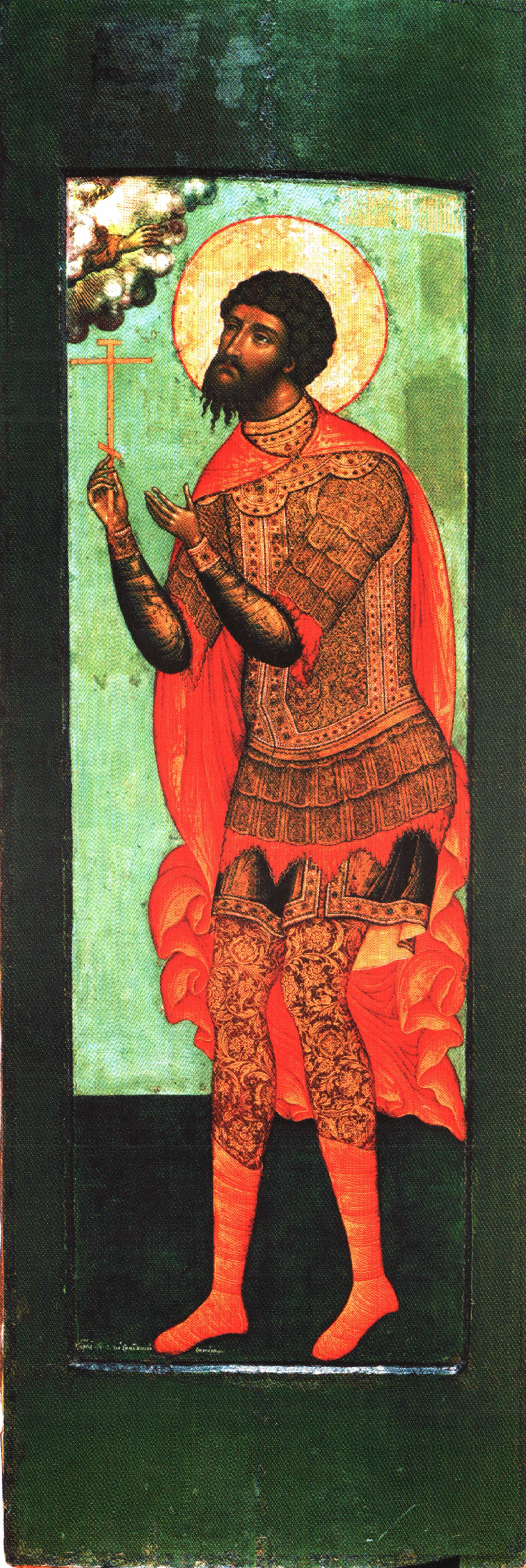
Icoana Sfântului Teodor de Simon Ushakov, 1676
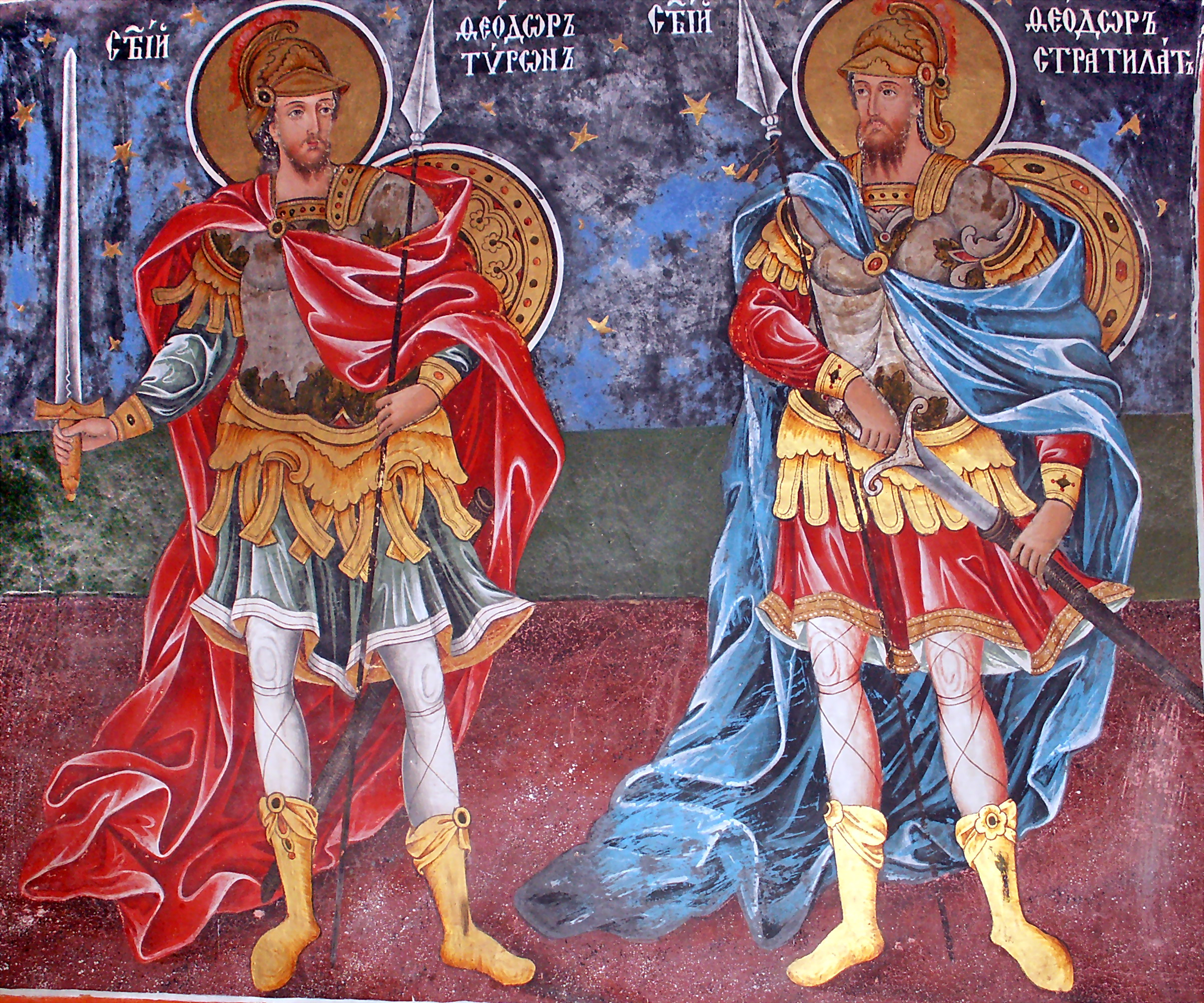
Teodor Tiron (în stânga) și Teodor Stratilat (în dreapta) - o frescă de la Mănăstirea Rila, Bulgaria (secolul al XIX-lea?)
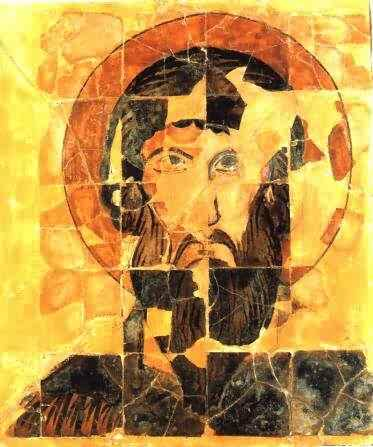
Icoana în ceramică a sfântului Teodor, Preslav, circa 900 d.Hr., Muzeul Național de Arheologie, Sofia dar este acesta Stratilat sau Tiron?